# Grégoire Le Roy
Grégoire Le Roy, pseud. Albert Mennel (ur. 7 listopada 1862 w Gandawie, zm. 5 grudnia 1941 w Elsene) – flamandzki (belgijski) poeta i pisarz piszący w języku francuskim; także grafik, malarz i krytyk sztuki. Jeden z czołowych przedstawicieli symbolizmu.
Uczył się w szkole w Gandawie razem z Maurice’em Maeterlinckiem i Charles'em van Lerberghem i wzrastał w tej samej atmosferze fermentu intelektualnego.
Należał do belgijskiej grupy pisarzy-symbolistów Ghent (Gandawa) i jego ówczesne nazwisko wymieniane jest razem z nazwiskami Maeterlincka, Georges’a Rodenbacha i Émile’a Verhaerena.
Pełna muzykalności poezja Le Roya, utrzymana w tonie melancholii, porusza wszystkie istotne tematy tamtych czasów i skupia się na niszczycielskich skutkach upływu czasu. Jego poezja fin de siècle’u była w owym czasie przełomu wieków XIX i XX bardzo popularna, wysoko ceniona, szeroko publikowana i omawiana w recenzjach.